# Almási Antal
Almási Antal (1883-ig: Apfel Antal) (Galgóc, 1873. november 14. – Budapest, 1941. december 15.) a Magyar Királyi Kúria bírája, egyetemi, címzetes rendkívüli tanár, a budapesti Pázmány Péter Tudományegyetem magántanára, jogtudományi író.

## Életpályája
Szülei: Almási Jakab és Rudolfer Berta voltak. Rabbinak készült, ám később jogi tanulmányokat kezdett. A Budapesti Tudományegyetemen szerzett jogtudományi doktori diplomát. 1899-ig magánjogi tanulmányokat folytatott a berlini, kieli, lipcsei, heidelbergi és strasbourgi egyetemeken. 1899–1901 között Újpesten törvényszéki aljegyző volt. 1901–1902 között Budapesten törvényszéki jegyző volt. 1901-től Budapesten volt bíró. 1902–1908 között albíró volt. 1908–1917 között járásbíróként szolgált. 1910–1918 között a kolozsvári Ferenc József Tudományegyetem magántanára volt. 1917–1926 között ítélőtáblai bíró volt. 1926–1940 között a szegedi Ferenc József Tudományegyetemen a magánjog címzetes nyilvános rendkívüli tanára volt. 1926–1941 között a Magyar Királyi Kúria bírója; a budapesti egyetem magántanára volt. 1927-től a budapesti Pázmány Péter Tudományegyetem magántanára volt.
Magánjoggal foglalkozott, Grosschmid Béni iskolájának egyik legkövetkezetesebb képviselője volt. A Fodor Ármin-féle Magyar magánjog (I-V.; Budapest, 1899-1905) és a Szladits Károly-féle Magyar magánjog (I-V.; Budapest, 1938-1940) című gyűjteményes munkák munkatársa volt. Tudományos dolgozatai elsősorban a Jogtudományi Közlönyben (1897–1916), az Ügyvédek Lapjában (1898–1916), A Jogban (1898– 1900) és a Pénzintézeti Szemlében jelentek meg (1917-től).
Temetése a Farkasréti temetőben volt. Sírját felszámolták.

## Művei
- Ellenjogok (Budapest, 1900)[6]
- Jogügyletek a tervezetben (Budapest, 1902)
- Törvényes kötelmek a tervezetben (Budapest, 1906)
- Emlékkönyv Nagy Ferenc huszonötéves tanárságának megünneplésére. Budapest : Athenaeum, 1906. 383 p.
- A tilos cselekmény a magánjogban. Budapest : Grill Károly Könyvkiadóvállalata, 1907. 303 p.
- A dologi forgalom : Magánjogi tanulmány. Budapest : Athenaeum, 1910. 417 p.
- A dologi fogalom. Magánjogi tanulmány (Budapest, 1910)[7]
- Polgári perrendtartás és magánjog (Budapest, 1912)
- Az egyoldalú ügylet (Budapest, 1913)
- A második tervezet személyi és házassági joga (Budapest, 1913)
- A háború hatása a magánjogra (Budapest, 1917)[8]
- Ungarisches Privatrecht. Berlin ; Lipcse : De Gruyter, 1922-1923. 1-2. kötet 1. Bd. 1922 XI, 332 p. Ungarische Bibliothek, 2/1. 2. Bd. 1923 VI, 262 p. Ungarische Bibliothek, 2/3. Tárgymutató az 1-2 kötethez: p. 236-262.
- A kötelmi jog kézikönyve. Budapest : Tébe, 1926. 856 p.
- A valorizációs törvény magyarázata. Budapest : Tébe, 1928. 227 p.
- A dologi jog kézikönyve. Budapest : Tébe, 1928-1932. 1-2. kötet  1. kötet 1928 [6], 752 p 2. kötet 1932 [8], 607 p.
- Das materielle Erbrecht Ungarns (Berlin, 1932)
- Glossza Grosschmid Béni Fejezetek Közelmi jogunk köréből című művéhez. Budapest : Grill, 1932-1933. 1-3. kötet  1. köt. 1932 XVI, 370 p. 2/1. köt. 1933 VI, [1], 443 p 2/2. köt. 1933 VI, [1], 445-753.
- Általános és különös vagyon bírói gyakorlatunkban (Szeged, 1935)[9]
- A bírói gyakorlat jelentősége a magyar magánjogban (Budapest, 1935)[10]
- Családi jog (Csorna Kálmánnal, Szokolay Leóval; I–IV. Budapest, 1938–1940)